# アンドレアス・イベルツベルガー
アンドレアス・イベルツベルガー（Andreas Ibertsberger、1982年7月27日 - ）は、オーストリア・ザルツブルク州ザルツブルク市出身の元サッカー選手。現役時代のポジションはディフェンダー。元サッカー選手で現サッカー指導者のロベルト・イベルツベルガーは兄。

## 経歴
オーストリア3部に属するクラブ出身。ザルツブルク州選抜での活躍が認められ、2004年、当時ドイツ・ブンデスリーガに属していたSCフライブルクに移籍。降格後も同クラブに残り、ドイツ2部でレギュラーとしてプレーした。
フォルカー・フィンケ監督が2007年の夏に退任したことにより、同リーグのライバルホッフェンハイムへ移籍。同チームのドイツ・ブンデスリーガ昇格に貢献した。

## タイトル
- ドイツ2部準優勝、ドイツ・ブンデスリーガへ昇格　(2008）